# Geopinus incrassatus
Geopinus incrassatus es una  especie de coleóptero adéfago de la familia Carabidae y el único miembro del género monotípico Geopinus. Habita en el este de Canadá y Estados Unidos. Prefieren lugares secos, arenosos. Los adultos vuelan de noche y son atraídos por las luces.